# Ніномія Кадзухіро
Кадзухіро Ніномія (яп. 二宮 和弘; нар. 28 листопада 1946) — японський дзюдоїст, олімпійський чемпіон 1976 року, чемпіон світу.

## Виступи на Олімпіадах
| Олімпіада     | Дисципліна | Місце |
| ------------- | ---------- | ----- |
| Монреаль 1976 | до 93 кг   | 1     |